# 田中利勝
田中 利勝（たなか としかつ、1897年（明治30年）3月12日 - 1961年（昭和36年）11月2日）は、日本の社会運動家、政治家。参議院議員（1期）、衆議院議員（1期）。

## 経歴
栃木県上都賀郡足尾町（現日光市）で、田中秀助、サヨ夫妻の二男として生まれた。1911年、足尾尋常小学校卒業と同時に足尾銅山の坑夫となる。
1918年米騒動を契機に社会運動に関心を持ち、1919年、足尾銅山に結成された大日本鉱山労働同盟会に加わり役員に就任。同年11月、坑夫の待遇改善運動のため入獄し、1920年、東京控訴院で執行猶予の有罪判決を受けて足尾銅山を解雇された。同年9月、福島県安積郡郡山町に移り、郡山電気（後の東部電力）に入社。1924年、郡山電気従業員組合長に就任して待遇改善闘争を行い解雇されたが、日本労働総同盟郡山労働組合長として運動を継続した。1926年、社会民衆党、日本労農党が結成され役員に就任。1927年、磐城炭鉱大争議の指導により入獄したが、大審院で無罪判決を受けて出獄し、さらに東部電力従業員の待遇改善運動を指導した。1938年、日本大衆党が結成され役員に就任し、郡山地方の電灯料値下同盟を結成。1930年、全国大衆党が結成され、同福島支部連合会執行委員長に就任。この頃、生活が最も窮乏し、露店商人、道路工夫、電灯工夫など職を転々とした。1931年、杉山元治郎、岡田宗司らと福島県伊達郡川俣町を中心に小作農民を組織化し、また、全国労農大衆党の役員となる。1932年、社会大衆党が結成され中央執行委員、福島県連会長に就任。1933年、全国農民組合福島県連合会委員長に就任し、小作争議の指導などを行う。1936年、社会大衆党公認で郡山市会議員に当選した。その後、大日本農民組合福島県連合会長、福島県農地委員、日本有畜機械農業協会主事を務めた。
戦後、1945年に栃木県那須郡高林村（現那須塩原市）に入植。1946年、日本労働組合総同盟の結成に加わり、同福島県連結成に尽力し、福島県地方労働委員、同賃金委員、同失業対策委員に就任。また、同年11月、日本社会党の結成に加わり、同中央委員、同統制委員、同福島県連役員を務めた。
1947年4月、第1回参議院議員通常選挙に福島県地方区から日本社会党公認で出馬して当選し（任期3年）、参議院議員を1期務めた。また、1955年2月、第27回衆議院議員総選挙に福島県第一区から社会党右派公認で出馬して当選し、衆議院議員を1期務めた。
その他、日本鉱山労働組合役員、民主社会主義連盟常任理事、那須高原政治学校長などを務めた。1959年、社会党を離党し、1960年、民主社会党の結党に加わり、同統制委員を務めた。同年11月の第29回総選挙で党の公認を得られず無所属で出馬したが落選した。
1961年11月2日死去、64歳。死没日をもって勲三等瑞宝章追贈、正五位に叙される。

## 著作
- 『銅山争闘史』田中時雄、1963年。